# Museu da Värmland
O Museu da Värmland (em sueco: Värmlands Museum) é um museu regional do condado da Värmland, localizado na cidade sueca de Karlstad.
O museu alberga exposições permanentes e temporárias sobre a história e a arte da Värmland.